# Immunoprecypitacja chromatyny

Etapy immunoprecypitacji chromatyny

Immunoprecypitacja chromatyny, ChIP (od ang. chromatin immunoprecipitation) – metoda używana w biologii molekularnej stanowiąca rodzaj immunoprecypitacji, służąca do badania interakcji między białkami a DNA w komórce. Stosuje się ją do stwierdzenia, czy specyficzne białko wiąże się z określonym regionem genomu lub do identyfikacji regionów genomu związanych z tym białkiem. Białkami tymi mogą być podjednostki histonowe (również modyfikowane potranslacyjnie), czynniki transkrypcyjne, czynniki remodelujące chromatynę i inne białka oddziałujące z chromatyną, wpływające na jej upakowanie, a tym samym wypełnianie jej podstawowych funkcji. Wiązanie tych białek z chromatyną reguluje ekspresję genów. 
Techniką alternatywną do ChIP jest metoda DamID (ang. DNA adenine methyltransferase identification).

## Etapy immunoprecypitacji chromatyny
Proces immunoprecypitacji chromatyny obejmuje:
1. Sieciowanie (utrwalanie) białek z DNA. Najczęściej stosuje się w tym celu formaldehyd, powodujący łączenie sąsiadujących ze sobą aminowych grup reszt lizyny. Sieciowanie przerywa się przez dodatek glicyny[3]. Warunki sieciowania ustala się empirycznie[2]
2. Lizę komórek w obecności inhibitorów proteaz[1].
3. Fragmentację. Kompleksy DNA-białka przecinane są na fragmenty ok. 400-500 bp[3] za pomocą sonikacji lub enzymatycznego trawienia nukleazami. W przypadku stosowania sonikacji próbkę umieszcza się w lodzie i stosuje kilka-kilkanaście cykli sonikacji z przerwami na ochłodzenie. Na ogół nie stosuje się enzymatycznych metod fragmentacji po stosowania formaldehydu[2].
4. Immunoprecypitację. Do pofragmentowanych kompleksów DNA-białka dodaje się specyficzne przeciwciała rozpoznające badane białko. Następnie próbki inkubuje się z kulkami magnetycznymi opłaszczonymi białkami o dużym powinowactwie do przeciwciał (białko A, białko G). Kompleksy przeciwciało-białko-DNA izoluje się za pomocą magnesów.  Inną metodą jest zastosowanie agarozy opłaszczonej tymi białkami.
5. Oczyszczanie immunoprecypitatów. Likwiduje się wiązania wytworzone przez formaldehyd, usuwa białka (np. z użyciem proteinazy K) oraz oczyszcza DNA do dalszej analizy.
6. Analizę otrzymanego DNA. W tym celu dla pojedynczych sekwencji stosuje się PCR, ilościowy PCR, techniki hybrydyzacyjne.  Dla większej ilości sekwencji stosuje się mikromacierze (ChIP-chip), klonowanie DNA połączone z sekwencjonowaniem (ChIP cloning) lub bezpośrednie sekwencjonowanie (ChIP-seq)[2].

W badaniu przygotowuje się w ten sam sposób kontrolę negatywną. Może to być DNA przed procesem immunoprecypitacji (tzw. input DNA) lub po immunoprecypitacji, pomijając dodanie przeciwciała lub stosując nieswoiste przeciwciało (tzw. mock DNA). Wiązanie białka do DNA można określić jedynie porównując wynik immunoprecypitacji przeciwciałem swoistym z wynikiem uzyskanym w kontroli negatywnej. 

## Typy immunoprecypitacji chromatyny
Wyróżnia się dwa główne typy ChIP – cross-linked ChIP (XChIP) i native ChIP (NChIP). 

### Cross-linked ChIP (XChIP)
XChiP (ang. cross-linked ChIP)  wykorzystuje odwracalnie sieciowaną (utrwaloną) chromatynę, zwykle fragmentowaną przez sonikację. Stosowana jest głównie w badaniach oddziaływań białek luźno związanych z chromatyną, np. czynników transkrypcyjnych. Może być stosowana we wszystkich typach komórek i tkanek. Jednakże zbyt długa inkubacja z formaldehydem powoduje denaturację białek, maskowanie epitopów i utrudnia sonikację. Może dochodzić do utrwalania przypadkowych oddziaływań białko-DNA, co prowadzi do fałszywie pozytywnego wyniku. Jest najczęściej stosowanym typem immuniprecypitacji chromatyny. 

### Native ChIP (NChIP)
NChIP (ang. native ChIP) wykorzystuje nieutrwaloną, natywną chromatynę (brak sieciowania), która trawiona jest nukleazami mikrokokalnymi. Takie trawienie, w przeciwieństwie do sonikacji, nie przecina DNA w sposób przypadkowy, zależna jest ona od sekwencji. Stosowana jest do badań oddziaływań histonów. Metoda jest wydajniejsza od XChIP, ponieważ przeciwciała wykazują większą specyficzność wobec białek natywnych. Jednakże zbyt wysokie stężenie nukleaz może doprowadzić do nadmiernej fragmentacji DNA, możliwe są również rearanżacje nukleosomów.